# Арянукс (озеро)
Арянукс — озеро на территории Суккозерского сельского поселения Муезерского района Республики Карелии.

## Общие сведения
Площадь озера — 9,8 км², площадь водосборного бассейна — 116 км². Располагается на высоте 184,7 метров над уровнем моря.
Форма озера лопастная. Берега изрезанные, каменисто-песчаные, преимущественно заболоченные.
С юго-западной стороны в озеро втекает безымянный водоток, берущий начало из озера Малого Арянукс.
С северо-восточной стороны озера вытекает река Арянукс, которая, принимая правый приток реку Суксингу, вытекающую из озера Суксинги, втекает в реку Тумбу. Тумба ниже по течению меняет своё название на Сонго и далее течёт через цепочку озёр «Кяткиозеро (с притоком из озёр Кальгъярви и Пизанца) → Тумасозеро → Унутозеро → Сонго», в итоге впадая в озеро Селецкое.
В озере более двух десятков безымянных островов различной площади, однако их количество может варьироваться в зависимости от уровня воды.
С запада и востока к озеру подходят лесные дороги.
Код объекта в государственном водном реестре — 02020001111102000007406.